# Озерна школа
«Озерна школа» англійських поетів-романтиків — напрям в англійській поезії на межі XVIII—XIX ст. До групи цих поетів-лейкістів (від англ. lake — озеро) належали талановиті майстри слова: Вільям Вордсворт, Роберт Сауті та Семюел Колрідж. Вони мешкали в Озерному краї, спромоглися, заперечуючи раціоналістичний догматизм класицизму та просвітництва, здійснити оновлення англійської лірики. Для їхньої поезії характерні мрійливість, переживання природи, любов до простої людини, ідеалізація середньовічної минувшини.

## Феномен «Озерної школи»

Маєток Dove Cottage, 1850 та 2007 роки

«Озерна школа» — так називали перших англійських поетів-романтиків кінця XVIII — початку XIX століття, які жили і творили у знаменитому Озерному краї, розташованому на півночі Англії. До групи цих поетів-лейкістів (від англ. lake — озеро) належали талановиті майстри слова: Вільям Вордсворт, Роберт Сауті та Семюел Колрідж. «Озерний поетами» гурток Вордсворта в насмішку прозвав журнал Edinburgh Review у 1807 році. Ця назва міцно закріпилася за ними, не зважаючи на протести «лекістів».
Озерний край на північному заході Англії славиться своїми неповторними гірськими та озерними пейзажами. Саме тут, серед пагорбів та гаїв селища Гросмір, знаходився маєток Dove Cottage, родинне гніздо Вільяма Вордсворта (1770–1850), славетного англійського лірика. Доленосною подією для митця стало знайомство у 1795 році з молодими поетами-початківцями Семюелом Колріджем (1772–1834) і Робертом Сауті (1774–1843). Троє друзів багато часу проводили разом, ділилися творчими планами, годинами із захопленням говорили про поезію та філософію. Як писав Самюел Колрідж, вони були «три людини з однією душею». Озерний край став для поетів джерелом натхнення. Зелені луги, дзеркальні поверхні озер, величні пагорби й таємничі долини — ця неповторна природна краса надихала митців на творчість. У творах Вордсворта відобразились деякі мальовничі краєвиди тих місць — річка Дервент, Червоне озеро на Хелвеліні, жовті нарциси на березі озера Алсвотер, зимовий вечір на озері Естуейт. Вільям Вордсворт захоплювався прогулянками цією мальовничою місцевістю, милувався нею, вивчав її. Цікаво, що в 1810 році він навіть опублікував книжку-путівник «Гід по озерах». І сьогодні Озерний край залишився одним із найкрасивіших заповідників Великої Британії.

## Творчість поетів-лейкістів

Вільям Вордсворт

Творчість поетів «озерної школи» була своєрідним протестом проти поезії англійського класицизму. Поети-реформатори мріяли відновити британську поезію, яку вважали штучною, пишномовною, перенасиченою штампами і занадто раціоналістичною та елітарною. Поет Микола Гумільов так писав про творців «озерної школи» : 
|  | Поэты Озерной школы, Кольридж и его друзья, Вордсворт и Саути, виступили на защиту двух близких друг другу требований — поэтической правды и поэтической полноты. Во имя поэтической правды они отказались от условных выражений, ложной красивости языка, слишком легковесных тем, словом, всего, что скользит по поверхности сознанья, не волнуя его и не удовлетворяя потребности в новом. Их язык обогатился множеством народних изречений и чисто разговорных оборотов, их темы стали касаться того вечного в душе человека, что задевает всех и во все эпохи. Во имя поэтической полноты они пожелали, чтобы их стихотворения удовлетворяли не только воображение, но и чувства, не только глаза, но и ухо. Эти стихотворения видишь и слышишь, им удивляешься и радуешься, точно это уже не стихи, а живые существа, пришедшие разделить твое одиночество. |

У ранній період творчості поети захоплювались ідеями французької революції, але потім, перелякані хвилею Якобінського терору, відійшли від неї, стали її активними противниками. У творах «лейкістів» посилилися релігійні тенденції та мотиви, їх пізня творчість набула консервативного характеру.

### Перший період (кін. 80-х— поч. 90-х рр. XVIIIст.)

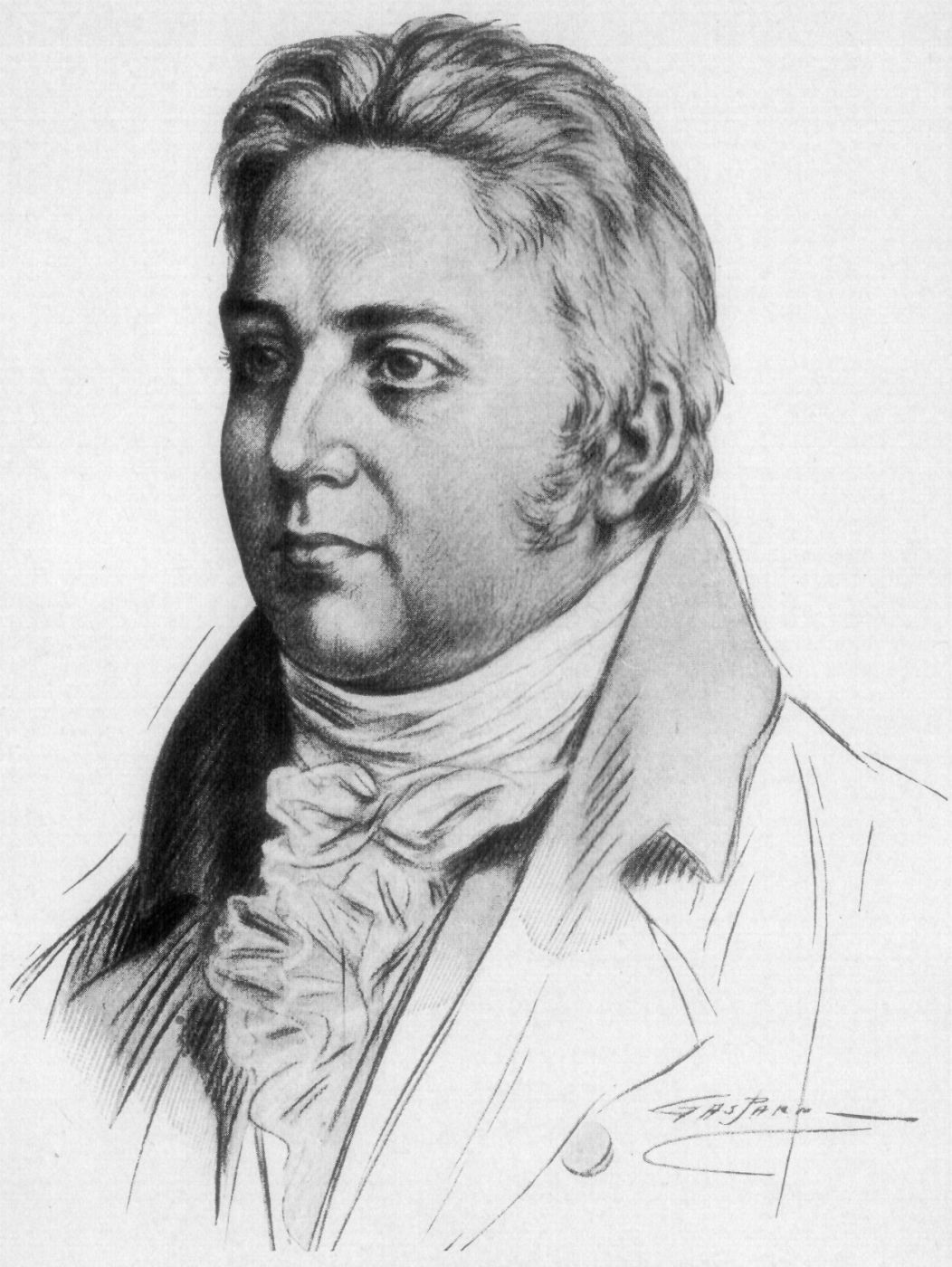
Семюел Колрідж

Ранній творчості «лекістів» притаманні деякі критичні тенденції. У їх ранніх творах відбилося масове зубожіння англійського селянства, засуджувалися нелюдяність та жорстокість правлячих класів Британії, що гнобили народи Англії та Ірландії.
Перший період творчості «лекістів» відзначений загальним для усіх трьох поетів інтересом до найважливіших соціальних питань тогочасного життя. Французька революція мала великий вплив на ранню творчість поетів. Революційні події викликали до себе гострий інтерес молодих людей, які в цей період ще засуджували суспільний устрій Англії, вважали його несправедливим. Критичне ставлення до англійської дійсності відчувається у багатьох творах Колріджа, Вордсворта і Сауті, написаних у перші роки французької революції.
Невдоволення англійської дійсністю проявляється в оді Кольріджа «На взяття Бастилії»(1789); він мріє про свободу яку Англія здобуде за прикладом Франції. Картинами злиднів, безправ'я і гноблення англійського народу пройняті вірші Сауті «Дружина солдата», «Скарги бідняків», «Похорон жебрака». Особливо вирізняється поема Вордсворта «Провина і скорбота»(«Guilt and Sorrow», написана в 1793 р., перероблена в 1798 р.). Її дійові особи — звичайні люди, трудівники і страждальці: матрос-безхатченко, жінка, яка втратила на війні чоловіка і трьох дітей, збідніла родина. Ці люди — жертви безжалісного і несправедливого суспільного ладу. Вордсворт відкрито говорить про це, засуджуючи «Соціальний порядок» («Social order»). Про долю пограбованої та експлуатованої Англії розповідають такі вірші Вордсворта як «Аліса Фелл, або Бідність» («Alice Fell or Poverty») «Мати моряка» («The Sailor's Mother») «Остання вівця» («The Last of the Flock»). Поет захоплюється життєвою мудрістю своїх героїв, їх гідністю, життєвою стійкістю перед негараздами, втратою близьких і коханих. Його зворушує мудрість, закладена в дитячій свідомості, яку ще не зіпсував життєвий досвід («Юродивий хлопчик», «Нас семеро»).
Характерною особливістю зображення французьких революційних подій в поезії лейкістів було різко виражене релігійно-містичне забарвлення. Справа рук народу, перемога революційних мас зображувались як здійснення волі «провидіння», яке карало жорстоких тиранів.

### Другий період (середина 90-х рр. XVIIIст.)

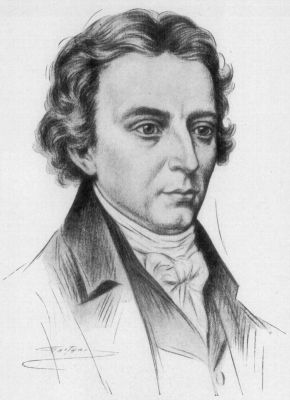
Роберт Сауті

У другому періоді творчості лейкістів визначаються їх реакційно-романтичні погляди. Разом з Сауті, Колрідж мріє поїхати до Америки, створити там спільноту вільних людей, трудівників і інтелектуалів-гуманістів, що не підкоряються жодній влади. Захоплення поета соціально-утопічними ідеями відобразилося у віршах «Пантисократія» (1794) і «Про перспективу встановлення пантисократії в Америці» (1794). Оскільки коштів для поїздки в Америку у друзів було недостатньо, план створення пантісократії зазнав провалу, про що Колрідж дуже шкодував, тому що був занадто захоплений своєю ідеєю. Разом із Сауті Колрідж пише драму «Падіння Робесп'єра» (1797), продовжує свою боротьбу проти ідей революції в трагедії «Осоріо» («Osorio», 1797) — у переробленому вигляді надрукована в 1813 р. під назвою «Каяття» («Remorse»).
Драматургія лейкістів рясніє жорстокими сценами, злочинами, убивствами, а оточення характеризується підкреслено похмурим колоритом. Так, у творах поетів «Озерної школи» з'являються риси, які тяжіють до реакційної поетики готичного роману. Страх перед силами реакційного терору, які пущені в хід проти народу, переважає в оді Колріджа «Полум'я, Голод і Вбивство»(1796), хоча проявляється в ній і скорбота понівеченої Ірландії.

### Маніфест англійського романтизму

Титульна сторінка першого видання «Ліричних балад»

Збірка поезій «Ліричні балади», що вийшла друком 1798 року, здійснила справжній переворот у житті тогочасної англійської поезії. У 1801 році з'явилося друге видання збірки з передмовою, в якій Вільям Вордсворт виклав свою поетичну концепцію. Передмова, в якій поет-реформатор називає збірку «експериментальною», стала своєрідним маніфестом британських поетів-романтиків.
Збірка «Ліричні балади» є унікальним прикладом співпраці двох великих поетичних талантів: Вільяма Вордсворта і Самюеля Колріджа. Те, як вони взагалі могли працювати разом, дотепер залишається загадкою. Поети були зовсім різними за характером і темпераментом. Вордсворт полюбляв сільський спокій, свіже повітря, довгі прогулянки, під час яких він складав вірші. Колрідж, навпаки, був ученим, запійним книголюбом і знавцем німецької філософії. У нього були неабиякі здібності, але дуже складний характер.

Перу Вордсворта належать 27 поетичних творів зі збірки, Колріджу — 4. Поет-реформатор Вордсворт велику увагу приділяв мові своїх поезій, яку прагнув наблизити до народної. Теми для своїх творів поет знаходив у повсякденному житті: 
|  | Повсякденне життя я обрав тому, що лише в ньому все природно і правдиво; за його умов простий, нічим не прикрашений побут не суперечить прекрасним та вічним формам природи |

. Вордсворт ідеалізував сільський побут, зробивши центральним героєм поезій людину з народу. Він також наголошував на визначальній ролі природи в житті поета: 
|  | Природу пізнає не розум, а чуйне серце. Природа — великий учитель |

.

Самюель Колрідж, навпаки, тяжів до фантастичного, утаємниченого та містичного. Справжнім поетичним шедевром став його безсмертний філософський твір «Оповідь про Старого Мореплавця» (1799). Це сумна історія про моряка, який страждає за скоєний ним гріх — убивство заради забавки величного морського птаха альбатроса. Поету вдалося з неперевершеною майстерністю поєднати у своєму творі вигадку і дійсність, зануривши читача у вир трагічних подій, які відбуваються на кораблі, що перетворився на своєрідного Летючого голландця. Про поему дуже поетично висловився Микола Гумільов, яка ним була блискуче перекладена: 
|  | Она написана размером английских народних баллад, с повторениями тоже в народного духе. Это как бы приближает ее к читателю, которому хочется ее петь, как пелись когдато поэмы, послужившие для нее образцом. Повторения подчеркиванием наиболеє значительных мест гипнотизируют нас, заражая напряженным волнением рассказчика. Рифмы, порой возникающие посередине строки, звеня в коротком размере, как колокольчики, усиливают магическую музыку поэмы |

.

## «Реформа» поетичної мови
Англійські та американські літературознавці наголошують на тому, що автори «Ліричних балад» (особливо Вордсворт) плідно реформували англійську поетичну мову і заклали основи мови англійської поезії XIX століття.
Вордсворт широко рекламував «реформу» поетичної мови в «Ліричних баладах» : він широко і сміливо використовував розмовну мову, народну лексику. У зображенні «лейкістів» їх «реформа» була остаточним ударом по спадщині англійського класицизму, проголошеному ними безнадійно застарілим і позбавленим значення. Насправді ж, Вордсворт і Колрідж у сфері поетичної мови боролися насамперед проти спадщини англійської просвітницької поезії.
У ряді випадків «лейкісти» дійсно долали відому абстрактність англійської віршованої мови XVIII століття, ввівши у поетичний побут конкретну лексику, яка пожвавлює зображення природи, побуту, людських почуттів (особливо у Вордсворта). Але разом з тим вони зреклися того цінного, що було досягнуто просвітницькою класицистичною поезією XVIII століття, — її публіцистичного, громадянського пафосу, логічної ясності чіткості форми, від її влучної, афористичної мови.
Мова їх поезії виступала засобом втечі від дійсності, спрощення її складних і неприємних явищ. Байрон, критикуючи Вордсворта, особливо наполегливо нападав на це прагнення реакційного романтизму до спрощеного, штучно-наївного зображення життя. Без сумніву, у віршах Вордсворта англійська природа постала по-новому: відмовившись від міфологічних умовностей і перифраз класицизму, Вордсворт знайшов точні і виразні слова для передачі відтінків листя і світлових ефектів, він словами намалював ліси, пасовища, луки Англії. Але як різко відрізняється пейзажна поезія Вордсворта від описів природи у Байрона і Шеллі.
Своєрідну середньовічну містичну поетику ми відчуваємо і у Сауті (поема «Жанна д'Арк», 1790). До неї звернувся він і у своїх баладах (1798–1800), розробляючи сюжети, тісно пов'язані з церковною середньовічною літературою чи з історією церкви.

## Нищівна критика лорда Байрона

Джордж Гордон Байрон

У середині першого десятиліття XIX століття «Озерна школа» перетворилася на офіційно визнану групу письменників, які представляли панівну течію англійської літератури. Панівна верхівка Англії надавала їм підтримку і заступництво: Сауті користувався милістю двору, Колріджу виплачували пенсію багатії-фабриканти Веджвуда, Вордсворт отримав вигідну синекуру й вів листування з лідерами англійського уряду.
У 1809 р. тріумвірат літературної реакції зазнав несподіваного і рішучого нападу: двадцятирічний Байрон виступив з осміянням і викривальною критикою «лейкістів» у своїх «Англійських бардах і шотландських оглядачах» (1809). Про сатиру говорив заголовок: глумливо називаючи лейкістів «англійськими бардами», Байрон підкреслював архаічність тематики і світогляду поетів, висміював їх середньовічний маскарад, уклін перед патріархальними умовами сивої старовини. Лейкісти розглядаються у сатирі Байрона всі разом, як компактна група, що ще раз підкреслює обдуманість Байронівського удару.
Свій розгром «Озерної школи» Байрон почав з Сауті, називаючи його «продавцем балад». У реалістичній карикатурі на поета, який робив придворну кар'єру, Байрон особливо насміхається над ірреальністю, антихудожністю і безглуздою фантастикою поем Сауті «Видіння суду». Зганьбивши святенність «наївного» Вордсворта, «тупого учня» «школи» Сауті, Байрон обурюється тим, як зображений у віршах Вордсворта англійський народ. Він використовує для вбивчої критики манірного примітивізму Вордсворта баладу «Юродивий хлопчик», зближуючи самого поета з жалюгідним персонажем його ж балади. Критикуючи третього «барда», Кольріджа, Байрон висміював ідеалізм і містику, «темноту» його поезії.